# Santiago Tréllez
Santiago Tréllez Viveros (Medellín, 17 gennaio 1990) è un calciatore colombiano, attaccante del Deportivo Pasto.

## Caratteristiche tecniche
È un centravanti, figlio dell'ex attaccante della nazionale John Tréllez.

## Palmarès
- Campionato colombiano: 1

Atlético Nacional: 2014 (A)
- Copa México: 1

Monarcas Morelia: 2013